# 蓋吳
蓋吳（417年—446年），盧水胡人，北魏太武帝时西北各族起事事件盖吴起事的领袖。

## 生平
太平真君六年（445年）九月，蓋吳在杏城（今陕西省黄陵县）起义，在諸胡響應下部眾達至十萬，又遣使向南朝宋稱臣歸附。至十月，北魏長安鎮副將拓跋紇領兵討伐蓋吳，但蓋吳部眾擊敗並殺了拓跋紇，從而增強了蓋吳聲勢，大量民眾渡過渭河至長安南山避亂。十一月，蓋吳派白廣平進攻新平，安定郡一眾胡人一時響應蓋吳，殺掉魏汧城守將。蓋吳遂進兵李閏堡（今陕西省大荔县东北），另外派兵攻略臨晉縣（今陕西省大荔县）以東地區以及長安。雖然這兩支部隊都遭北魏軍隊抵擋，但河東蜀薛永宗此時響應蓋吳，並受蓋吳官號，蓋吳部眾聲勢浩大，自稱天台王，自置百官。
不過，當時北魏已在部署軍力鎮壓，太平真君七年（446年）正月，太武帝先領兵擊滅薛永宗，接著西逼蓋吳，逼令蓋吳退到北地郡。二月，蓋吳在杏城遭乙拔率領的三萬騎兵擊敗，蓋吳被逼拋下馬匹逃亡。五月，蓋吳再次于杏城起义，自称秦地王，聲勢又起，永昌王拓跋仁及高涼王拓跋那率軍鎮壓。八月，蓋吳被部下殺害，傳首平城，餘眾亦遭魏軍平定。

## 族源出身
《魏書》稱蓋吳為盧水胡，《南齊書》稱其為羯胡。但不確定蓋吳與石勒部落間的關連。